# Адамс, Дэвид
Дэвид Дикси Адамс (англ. David Dixie Adams; род. 5 января 1970, Дурбан) — южноафриканский профессиональный теннисист, специалист по игре в парах. Победитель двух турниров Большого шлема в смешанном парном разряде, финалист Открытого чемпионата Франции (1992) в мужском парном разряде, победитель 19 турниров АТР в парах.

## Биография
Дэвид Адамс родился в семье Питера Адамса — книготорговца в пятом поколении, владельца сети магазинов Adams and Co. Занявшись теннисом, с 1985 года постоянно тренировался у бывшего актёра Ланса Локхарта-Росса.
В статусе профессионала выступал с 1989 года. Летом того же года в Йоханнесбурге прошёл в первый в карьере финал турнира класса Challenger в паре с Дином Ботой, а первый титул на этом уровне завоевал в апреле 1991 года в Лиссабоне в паре с Жайми Онсинсом из Бразилии. Весной 1992 года в Мюнхене Адамс в паре с голландцем Менно Остингом завоевал свой первый титул в турнирах основного тура АТР. Спустя месяц на первом в карьере Открытом чемпионате Франции с ним составил пару опытный российский игрок Андрей Ольховский, и вместе они дошли до финала, обыграв по пути одну сеяную пару — Люка Дженсена и Лори Уордера. В финале они уступили швейцарской паре Якоб Хласек-Марк Россе. Сыграв в конце сезона также в финале Кубка Кремля, Адамс и Ольховский завершили год в ранге 12-й пары мира.
В 1993 и 1994 годах Адамс продолжал преимущественно выступать в паре с Ольховским. За два года они 12 раз играли в финалах турниров АТР, выиграв пять из них. Кроме того, в 1993 году они дошли до полуфинала Открытого чемпионата США после победы над первой парой мира Тодд Вудбридж-Марк Вудфорд, а на следующий год повторили этот результат на Открытом чемпионате Франции, обыграв по ходу посеянную третьей нидерландскую пару Паул Хархёйс-Якко Элтинг. В начале 1994 года Адамс достиг в рейтинге игроков в парном разряде девятого места — высшего в карьере. Оба года они с Ольховским заканчивали в числе сильнейших пар мира, получая право на участие в Чемпионате мира ATP — итоговом турнире года для обладателей лучших результатов сезона. Там как в 1993, так и в 1994 годах российско-южноафриканский тандем успешно преодолевал групповой этап (в том числе в первый год победив Гранта Коннелла и Патрика Гэлбрайта, возглавлявших рейтинг ATP), но затем проигрывал в полуфинале.
Расставшись с Ольховским весной 1995 года, Адамс долго не мог подобрать подходящего партнёра, за 1996 год успев поиграть в паре с 16 разными теннисистами (что стало рекордом сезона). За 1996 год он выиграл только один турнир АТР (в Роттердаме, где его партнёром был соотечественник Мариус Барнард), но ещё в четырёх доходил до финала с Менно Остингом. В 1997 году на его счету было 36 сыгранных турниров (также рекорд сезона) и четыре финала с четырьмя разными партнёрами, из которых в одном ему удалось завоевать титул. Этот же год стал для Адамса дебютным в составе сборной ЮАР, с которой он сыграл четвертьфинальный матч Кубка Дэвиса против шведов.
Собственный рекорд по количеству смен партнёра Адамс побил в 1998 году, успев за год сыграть с 18 разными напарниками и дойти до финалов на турнирах АТР с четырьмя из них. 1999 год стал для южноафриканца особенно плодотворным: за сезон он одержал 56 побед в матчах — больше, чем любой другой игрок выступавший в парном разряде — и девять раз выходил в финал на турнирах АТР (шесть из них с ещё одним южноафриканцем Джоном-Лаффни де Ягером и два с Джеффом Таранго), разделив этот показатель с индийцем Леандером Паесом. Три из девяти финалов он выиграл; кроме того, в начале года он завоевал титул победителя турнира Большого шлема в миксте, выиграв с соотечественницей Мариан де Свардт Открытый чемпионат Австралии. Этот успех принёс Адамсу приглашение на обед от Нельсона Манделы и серебряную Президентскую медаль от главы Южно-Африканской республики Табо Мбеки. В конце года он в третий раз сыграл в Чемпионате мира ATP — на сей раз в паре с де Ягером, но после двух матчей группового этапа южноафриканская пара снялась с соревнований из-за болезни де Ягера.
В 2000 году Адамс и де Свардт завоевали второй совместный титул на турнирах Большого шлема, на этот раз выиграв Открытый чемпионат Франции. На Уимблдонском турнире месяцем позже Адамс дошёл до полуфинала в мужском парном разряде с де Ягером. Помимо этого, Адамс и де Ягер за сезон завоевали три титула на турнирах АТР, а на Олимпийском турнире в Сиднее стали полуфиналистами, проиграв борьбу за выход в финал будущим чемпионам Даниэлю Нестору и Себастьену Ларо, а матч за бронзу — испанцам Алексу Корретхе и Альберту Косте. В 1999 и 2000 годах Адамс ненадолго возвращался в десятку сильнейших теннисистов мира в парном разряде, не сумев, однако, улучшить личный рекорд 1994 года.
Адамс продолжал выступления в профессиональном теннисном туре до осени 2003 года, за это время сыграв ещё в семи финалах и одержав в них три победы. Последние семь полных лет игровой карьеры он каждый раз заканчивал сезон в числе 50 сильнейших парных специалистов в мире. Адамс также продолжал защищать цвета сборной ЮАР в Кубке Дэвиса, в общей сложности к 2003 году проведя за неё шесть игр за пять сезонов. С 1999 по 2001 год он входил в Совет игроков Ассоциации теннисистов-профессионалов, в том числе в ранге вице-президента.

## Место в рейтинге в конце сезона
| Год              | 1988 | 1989 | 1990 | 1991 | 1992 | 1993 | 1994 | 1995 | 1996 | 1997 | 1998 | 1999 | 2000 | 2001 | 2002 |
| ---------------- | ---- | ---- | ---- | ---- | ---- | ---- | ---- | ---- | ---- | ---- | ---- | ---- | ---- | ---- | ---- |
| Одиночный разряд | 701  | 556  | 546  | 527  | 328  | 222  | 147  | 289  | 675  | 931  |      |      |      |      |      |
| Парный разряд    | 434  | 289  | 180  | 101  | 26   | 20   | 13   | 71   | 35   | 25   | 37   | 12   | 19   | 33   | 27   |

## Финалы турниров Большого шлема

### Мужской парный разряд (0-1)
| Результат | Год  | Турнир                     | Покрытие | Партнёр           | Соперники в финале     | Счёт в финале |
| --------- | ---- | -------------------------- | -------- | ----------------- | ---------------------- | ------------- |
| Поражение | 1992 | Открытый чемпионат Франции | Грунт    | Андрей Ольховский | Марк Россе Якоб Хласек | 6-7, 7-6, 5-7 |

### Смешанный парный разряд (2-0)
| Результат | Год  | Турнир                       | Покрытие | Партнёрша        | Соперники в финале           | Счёт в финале  |
| --------- | ---- | ---------------------------- | -------- | ---------------- | ---------------------------- | -------------- |
| Победа    | 1999 | Открытый чемпионат Австралии | Хард     | Мариан де Свардт | Серена Уильямс Максим Мирный | 6-4, 4-6, 7-65 |
| Победа    | 2000 | Открытый чемпионат Франции   | Грунт    | Мариан де Свардт | Ренне Стаббс Тодд Вудбридж   | 6-3, 3-6, 6-3  |

## Финалы турниров АТР за карьеру
| Легенда                                |
| -------------------------------------- |
| Большой шлем (0-1)                     |
| Чемпионат мира ATP-тура (0)            |
| Mercedes-Benz Super 9 (0-3)            |
| ATP Championship Series/ATP Gold (5-4) |
| ATP World/ATP International (14-25)    |

### Парный разряд (19-33)
| Результат | №   | Дата             | Турнир                                    | Покрытие | Партнёр             | Соперники в финале                 | Счёт в финале     |
| --------- | --- | ---------------- | ----------------------------------------- | -------- | ------------------- | ---------------------------------- | ----------------- |
| Победа    | 1.  | 3 мая 1992       | Мюнхен, Германия                          | Грунт    | Менно Остинг        | Томаш Анзари Карл Лимбергер        | 3-6, 7-5, 6-3     |
| Поражение | 1.  | 7 июня 1992      | Открытый чемпионат Франции, Париж         | Грунт    | Андрей Ольховский   | Марк Россе Якоб Хласек             | 6-7, 7-6, 5-7     |
| Поражение | 2.  | 15 ноября 1992   | Москва, Россия                            | Ковёр(i) | Андрей Ольховский   | Марис Барнард Джон-Лаффни де Ягер  | 4-6, 6-3, 6-7     |
| Поражение | 3.  | 28 февраля 1993  | Роттердам, Нидерланды                     | Ковёр(i) | Андрей Ольховский   | Хенрик Хольм Андерс Яррид          | 4-6, 6-7          |
| Победа    | 2.  | 7 марта 1993     | Копенгаген, Дания                         | Ковёр(i) | Андрей Ольховский   | Даниэль Вацек Мартин Дамм          | 6-3, 3-6, 6-3     |
| Победа    | 3.  | 4 апреля 1993    | Оэйраш, Португалия                        | Грунт    | Андрей Ольховский   | Менно Остинг Уго Риглевски         | 6-3, 7-5          |
| Поражение | 4.  | 13 июня 1993     | Росмален, Нидерланды                      | Трава    | Андрей Ольховский   | Патрик Макинрой Джонатан Старк     | 6-7, 6-1, 4-6     |
| Поражение | 5.  | 19 сентября 1993 | Бордо, Франция                            | Хард     | Андрей Ольховский   | Пабло Альбано Хавьер Франа         | 6-7, 6-4, 3-6     |
| Поражение | 6.  | 17 октября 1993  | Больцано, Италия                          | Ковёр(i) | Андрей Ольховский   | Хендрик Ян Давидс Пит Норвал       | 3-6, 2-6          |
| Поражение | 7.  | 9 января 1994    | Аделаида, Австралия                       | Хард     | Байрон Блэк         | Марк Кратцман Эндрю Кратцман       | 4-6, 3-6          |
| Победа    | 4.  | 20 февраля 1994  | Eurocard Open, Штутгарт, Германия         | Ковёр(i) | Андрей Ольховский   | Патрик Гэлбрайт Грант Коннелл      | 6-7, 6-4, 7-6     |
| Победа    | 5.  | 20 марта 1994    | Касабланка, Марокко                       | Грунт    | Менно Остинг        | Кристиан Бранди Федерико Мордеган  | 6-3, 6-4          |
| Поражение | 8.  | 3 апреля 1994    | Осака, Япония                             | Хард     | Андрей Ольховский   | Мартин Дамм Сэндон Столл           | 4-6, 4-6          |
| Поражение | 9.  | 31 июля 1994     | Открытый чемпионат Нидерландов, Хилверсюм | Грунт    | Андрей Ольховский   | Даниэль Орсанич Ян Симеринк        | 4-6, 2-6          |
| Победа    | 6.  | 7 августа 1994   | Открытый чемпионат Австрии, Кицбюэль      | Грунт    | Андрей Ольховский   | Серхио Касаль Эмилио Санчес        | 6-7, 6-3, 7-5     |
| Поражение | 10. | 23 октября 1994  | Пекин, КНР                                | Ковёр(i) | Андрей Ольховский   | Кент Киннэр Томми Хо               | 6-7, 3-6          |
| Поражение | 11. | 13 ноября 1994   | Москва (2)                                | Ковёр(i) | Андрей Ольховский   | Паул Хархёйс Якко Элтинг           | без игры          |
| Победа    | 7.  | 15 января 1995   | Открытый чемпионат Индонезии, Джакарта    | Хард     | Андрей Ольховский   | Рональд Аженор Сюдзо Мацуока       | 7-5, 6-3          |
| Победа    | 8.  | 12 февраля 1995  | Марсель, Франция                          | Ковёр(i) | Андрей Ольховский   | Родольф Жильбер Жан-Филипп Флёриан | 6-1, 6-4          |
| Победа    | 9.  | 10 марта 1996    | Роттердам                                 | Ковёр(i) | Мариус Барнард      | Хендрик Ян Давидс Цирил Сук        | 6-3, 5-7, 7-6     |
| Поражение | 12. | 25 мая 1996      | Санкт-Пёльтен, Австрия                    | Грунт    | Менно Остинг        | Слава Доседел Павел Визнер         | 7-6, 4-6, 3-6     |
| Поражение | 13. | 28 июля 1996     | Открытый чемпионат Австрии                | Грунт    | Менно Остинг        | Либор Пимек Байрон Талбот          | 6-7, 3-6          |
| Поражение | 14. | 15 сентября 1996 | Открытый чемпионат Румынии, Бухарест      | Грунт    | Менно Остинг        | Джефф Таранго Давид Экерот         | 6-7, 6-7          |
| Поражение | 15. | 29 сентября 1996 | Базель, Швейцария                         | Хард(i)  | Менно Остинг        | Даниэль Вацек Евгений Кафельников  | 3-6, 4-6          |
| Победа    | 10. | 23 февраля 1997  | Антверпен, Бельгия                        | Хард(i)  | Оливье Делетр       | Сэндон Столл Цирил Сук             | 3-6, 6-2, 6-1     |
| Поражение | 16. | 2 марта 1997     | Милан, Италия                             | Ковёр(i) | Андрей Ольховский   | Пабло Альбано Петер Нюборг         | 4-6, 6-7          |
| Поражение | 17. | 15 июня 1997     | Халле, Германия                           | Трава    | Мариус Барнард      | Карстен Браш Михаэль Штих          | 6-7, 3-6          |
| Поражение | 18. | 9 ноября 1997    | Москва (3)                                | Ковёр(i) | Фабрис Санторо      | Мартин Дамм Цирил Сук              | 4-6, 3-6          |
| Поражение | 19. | 10 мая 1998      | Открытый чемпионат Германии, Гамбург      | Грунт    | Бретт Стивен        | Дональд Джонсон Франсиско Монтана  | 2-6, 5-7          |
| Поражение | 20. | 24 мая 1998      | Санкт-Пёльтен (2)                         | Грунт    | Уэйн Блэк           | Джим Грабб Дэвид Макферсон         | 4-6, 4-6          |
| Поражение | 21. | 18 октября 1998  | Вена, Австрия                             | Ковёр(i) | Джон-Лаффни де Ягер | Даниэль Вацек Евгений Кафельников  | 5-7, 3-6          |
| Поражение | 22. | 25 октября 1998  | Острава, Чехия                            | Ковёр(i) | Павел Визнер        | Николас Кифер Давид Приносил       | 4-6, 3-6          |
| Поражение | 23. | 7 февраля 1999   | Марсель                                   | Хард(i)  | Павел Визнер        | Максим Мирный Андрей Ольховский    | 5-7, 6-77         |
| Поражение | 24. | 14 февраля 1999  | Дубай, ОАЭ                                | Хард     | Джон-Лаффни де Ягер | Уэйн Блэк Сэндон Столл             | 6-4, 1-6, 4-6     |
| Победа    | 11. | 21 февраля 1999  | Роттердам (2)                             | Ковёр(i) | Джон-Лаффни де Ягер | Нил Броуд Питер Трамаччи           | 6-7, 6-3, 6-4     |
| Поражение | 25. | 16 мая 1999      | Открытый чемпионат Италии, Рим            | Грунт    | Джон-Лаффни де Ягер | Рик Лич Эллис Феррейра             | 7-6, 1-6, 2-6     |
| Победа    | 12. | 11 июля 1999     | Открытый чемпионат Швеции, Бостад         | Грунт    | Джефф Таранго       | Никлас Культи Микаэль Тиллстрём    | 7-66, 6-4         |
| Поражение | 26. | 22 августа 1999  | Вашингтон, США                            | Хард     | Джон-Лаффни де Ягер | Джастин Гимелстоб Себастьен Ларо   | 5-7, 7-62, 3-6    |
| Победа    | 13. | 19 сентября 1999 | Борнмут, Великобритания                   | Грунт    | Джефф Таранго       | Михаэль Кльман Никлас Культи       | 6-3, 6-75, 7-65   |
| Поражение | 27. | 3 октября 1999   | Тулуза, Франция                           | Хард(i)  | Джон-Лаффни де Ягер | Оливье Делетр Джефф Таранго        | 6-3, 6-72, 4-6    |
| Поражение | 28. | 31 октября 1999  | Eurocard Open, Штутгарт                   | Хард(i)  | Джон-Лаффни де Ягер | Байрон Блэк Юнас Бьоркман          | 7-66, 6-72, 0-6   |
| Победа    | 14. | 20 февраля 2000  | Роттердам (3)                             | Хард(i)  | Джон-Лаффни де Ягер | Евгений Кафельников Тим Хенмен     | 5-7, 6-2, 6-3     |
| Победа    | 15. | 27 февраля 2000  | Лондон, Великобритания                    | Хард(i)  | Джон-Лаффни де Ягер | Ян-Майкл Гэмбилл Скотт Хамфриз     | 6-3, 6-77, 7-611  |
| Поражение | 29. | 16 апреля 2000   | Оэйраш                                    | Грунт    | Джошуа Игл          | Дональд Джонсон Пит Норвал         | 4-6, 5-7          |
| Победа    | 16. | 7 мая 2000       | Мюнхен (2)                                | Грунт    | Джон-Лаффни де Ягер | Ненад Зимонич Максим Мирный        | 6-4, 6-4          |
| Поражение | 30. | 13 января 2001   | Окленд, Новая Зеландия                    | Хард     | Мартин Гарсия       | Мариус Барнард Джим Томас          | 6-710, 4-6        |
| Поражение | 31. | 4 марта 2001     | Акапулько, Мексика                        | Грунт    | Мартин Гарсия       | Дональд Дзонсон Густаво Куэртен    | 3-6, 6-75         |
| Поражение | 32. | 10 марта 2002    | Делрей-Бич, Флорида, США                  | Хард     | Бен Эллвуд          | Мартин Дамм Цирил Сук              | 4-6, 7-65, [5-10] |
| Поражение | 33. | 21 июля 2002     | Mercedes Cup, Штутгарт                    | Грунт    | Гастон Этлис        | Джошуа Игл Давид Рикл              | 3-6, 4-6          |
| Победа    | 17. | 14 сентября 2002 | Ташкент, Узбекистан                       | Хард     | Робби Кёниг         | Мартин Веркерк Рамон Слёйтер       | 6-2, 7-5          |
| Победа    | 18. | 27 октября 2002  | Санкт-Петербург, Россия                   | Хард(i)  | Джаред Палмер       | Ираклий Лабадзе Марат Сафин        | 7-68, 6-3         |
| Победа    | 19. | 11 января 2003   | Окленд, Новая Зеландия                    | Хард     | Робби Кёниг         | Леош Фридл Томаш Цибулец           | 7-65, 3-6, 6-3    |